# Dolmens de Kerbourg
Les dolmens de Kerbourg, appelés également dolmens de l'ile de la Motte ou dolmens de la Madeleine, sont situés à proximité du village de La Madeleine sur la commune de Saint-Lyphard, dans le département de la Loire-Atlantique, en France.
Ils sont classés à l'inventaire des monuments historiques depuis 1951. Ces sépultures avaient été vidées à la fin du Néolithique, au Campaniforme, et pillées à l'époque romaine. 

## Dolmen n°1

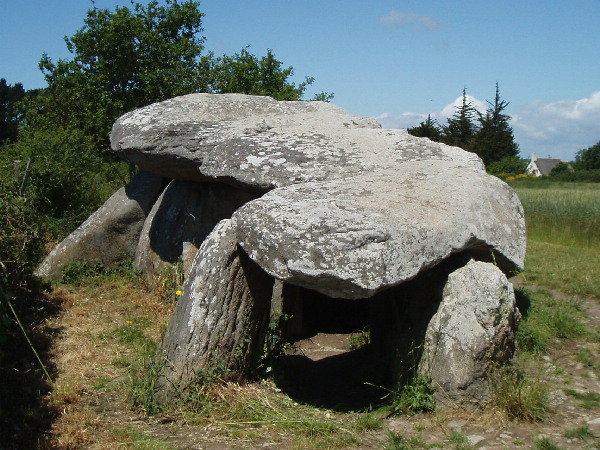
Dolmen Kerbourg n°1

La structure mégalithique est bien conservée et est toujours recouverte par quatre tables de granite. Son style de construction est à rapprocher du tumulus de Dissignac. Ce dolmen était auparavant recouvert d'un cairn, actuellement disparu et dont les derniers vestiges ont probablement été arasés lors du défrichement de 1874-1876. Un dessin de 1866-1867 montre le dolmen dans la même configuration qu'aujourd'hui.
Souvent qualifié d'allée couverte, il s'agit en réalité d'un dolmen à couloir (dit en P). Il mesure 7,70 mètres de long et s'étire d'est en ouest. Il est composé d'un corridor débouchant sur une chambre trapézoïdale délimitée par huit orthostates. Le corridor est délimité par sept dalles et recouvert de trois tables de couverture. La chambre mesure 2,38 mètres sur 3,15 mètres pour 1,50 mètre de hauteur. Les deux piliers d'angle étant plus petits ont été surmontés d'un bloc transversal pour soutenir l'unique table de couverture.
Des haches polies mises au jour lors des fouilles du monument menées par l'archéologue anglais William Collings Lukis en avril 1879 sont conservées au British Museum.

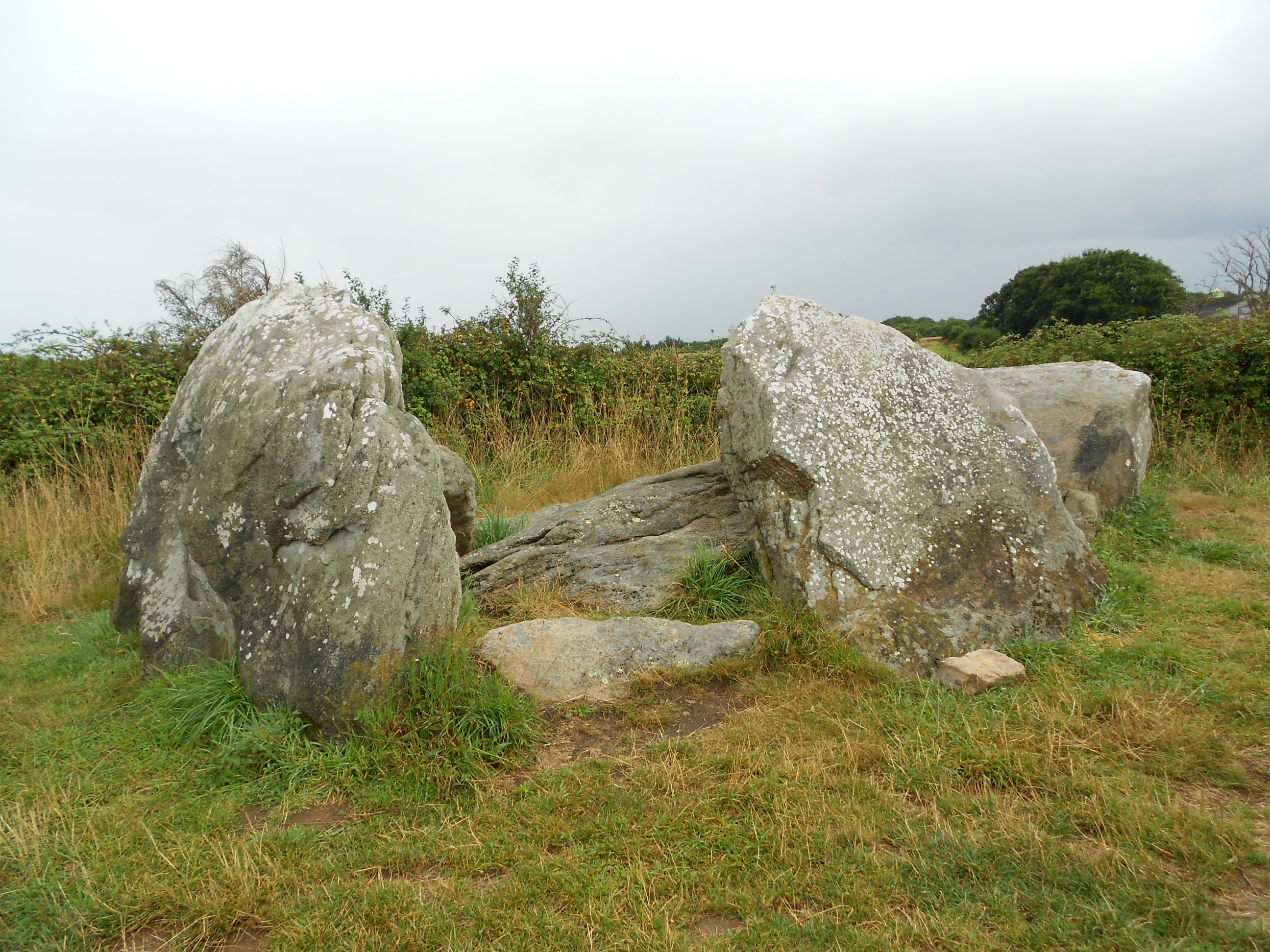
Dolmen Kerbourg n°2

## Dolmen n°2
Le second dolmen est situé à environ 70 m plus au sud. Il s'agit probablement d'un édifice de même nature que le précédent. Il est très ruiné. Seuls en subsistent des éléments de la chambre sépulcrale, cinq piliers encore debout et une table (2,30 mètres sur 1,10 mètre), couchée au sol, comportant une cupule. 
Le dolmen a fait l'objet de fouilles sommaires à la fin du XIXe siècle par M. Benoist, notaire à Guérande, qui y recueillit de nombreux fragments de poterie, puis par Henri Quilgars en avril 1897 qui y découvrit deux percuteurs en quartz, un fragment de hache en diorite, une urne en terre noire, de la cendre et du charbon.

## Folklore
Selon la légende, les deux édifices communiqueraient entre eux par un souterrain et sont habités par des korrigans qui y cachent leur trésor. Lorsqu'on s'en approche, le souterrain s'enfonce dans le sol.